# Ерік Омонді Онгао
Ерік Омонді Онгао (англ. Eric Omondi Ongao; нар. 17 вересня 1977, Кісуму, Кенія) — кенійський футболіст, півзахисник.

## Клубна кар'єра
Футбольну кар'єру розпочав 1998 році в клубі «Кенія Комершиал Банк», кольори якого захищав до 2001 року. У 2002 році виїхав до США, де підписав контракт з «Нешвіл Метрос». Не зігравши жодного офіційного матчу в клубі, наступного року перебрався до «Піттсбург Рівергаундз», за який провів 14 поєдинків. Про подальшу кар'єру Еріка інформації небагато. З 2012 по 2016 рік грав за «Гелвстон Пайрет» у Прем'єр-лізі штату Техас.

## Кар'єра в збірній
У футболці національної збірної Кенії дебютував 2000 року. З 2000 по 2001 рік у складі збірної зіграв 17 матчів, в яких відзначився 2-а голами.